# Резваново
Резва́ново — бывшая деревня в Волоколамском уезде Московской губернии, на территории современного городского округа Шаховская. Упоминается в источниках до XX века также как Истопки или Истонки. Происхождение названия Резваново неизвестно. В настоящее время на месте деревни находится СНТ «Тополёк», а названием Резваново именуется прилегающее к ней урочище — лесной массив между СНТ и деревней Кобылино.

## История
Сельцо Истопки, согласно исследованию В. С. Кусова, уже существовало в 1770 году. Присутствует на карте Горихвостова 1774 года, возможно, с ошибкой в названии. B 1792 году отмечено на плане Генерального межевания. Присутствует на картах 1797 и 1830 годов. В 1860 году на карте Ф. Ф. Шуберта указано название «Резванова Истонки», так же населённый пункт подписан и на гидрогеологической карте Н. Д. Соколова 1911 года.
Согласно ревизским сказкам, в Истопках, входивших тогда в состав Серединской волости, жили государственные крестьяне. В 1794 году было 14 душ мужского пола, а в августе 1811 года — 18. За это время: 5 умерли, 1 отдан в рекруты, 10 родились.
В 1852 году господином в сельце Резванове (это первое упоминание нового названия) был некто Серебреницкий.
На карте 1940 года отсутствует. Во время Великой Отечественной войны в Резванове появилось массовое захоронение убитых солдат, один из которых — красноармеец Лушников Алексей Арсентьевич (1904 — 04.11.1941) был в дальнейшем перезахоронен в Бухолове. В послевоенные годы на месте Резванова и соседнего Лукьяново находились пахотные земли. При этом историческое название сохранилось за прилегающим к деревне урочищем — смешанным лесным массивом. В постсоветский период на месте бывшей деревни Резваново было создано садовое некоммерческое товарищество «Тополёк».

## Население
| Год  | Население | М  | Ж  | Дворов | Источник |
| ---- | --------- | -- | -- | ------ | -------- |
| 1794 |           | 14 |    |        |          |
| 1811 |           | 18 |    | 9      |          |
| 1859 | 3         | 2  | 1  | 2      | [ 13 ]   |
|      |           |    |    |        |          |
| 1926 | 43        | 19 | 24 | 19     | [ 14 ]   |